# いしきりん
いしきりんとは、大阪府東大阪市にある石切参道商店街の公式キャラクターである。松竹芸能所属
、キャラクターの著作権は現代企画が保有している。大阪府親善大使。

## 特徴
キリンをモチーフにしているが首が短いのが特徴。頭の後ろに小さいハート模様がある。時速50キロで走れる。鳴き声は「モー」。性別はおんなのこ。一人称はボク。誕生日は11月11日。身長は１m4cm。体重はスイカ4個分。好物はヨモギ、葉っぱ、生野菜。生肉が苦手。住んでいる所は石切参道商店街で葉っぱがある場所。

## 活動
- 2009年11月11日 - 石切参道商店街のキャラクターとして誕生。
- 2010年2月 - 着ぐるみとして活動を始める。
- 2010年 - ゆるキャラグランプリに出場、携帯投票部門で6位入賞。
- 2011年4月23日 - 「いしきりんのうた」でCDデビュー。[3][リンク切れ]
- 2013年1月1日 - 松竹芸能所属となる。[4][リンク切れ]
- 2013年 - ピン芸日本一を決めるR-1ぐらんぷり2013に出場。[4][リンク切れ]
- 2013年3月1日-笑っていいとも『コレ知ってる?!プレゼンター』コーナーに出演。”R-1ぐらんぷり2013一回戦突破”と”首のないキリン＝クビにならない縁起物”として紹介されている。
- 2013年 - ご当地ゆるキャラ総選挙に近畿地区代表として出場、決勝大会で6位。